# Geoffrey Miller
Geoffrey Miller (ur. 1965) – amerykański psycholog ewolucyjny. 
Jego prace odnoszą się do dzieł Richarda Dawkinsa, Daniela Dennetta i Stevena Pinkera. Prowadzone przez niego badania spotkały się z dużym zainteresowaniem ze strony mediów. Obecnie jest profesorem psychologii na Uniwersytecie w Nowym Meksyku.

## Założenia dotyczące ewolucji umysłu
Z punktu widzenia Millera motorem ewolucji jest nie tylko selekcja naturalna determinująca przetrwanie. Równie ważny jest proces, który Charles Darwin nazwał selekcją płciową. W pracy Umysł w zalotach: Jak wybory seksualne kształtowały naturę człowieka przedstawił argumenty na poparcie swoich założeń. Ożywia i rozwija sugestie Darwina wskazujące na to, że selekcja płciowa polegająca na wyborze partnera miała bardzo duże znaczenie dla ewolucji umysłu ludzkiego – szczególnie dotyczy to takich przejawów samoekspresji w ludzkim zachowaniu jak: sztuka, moralność, język i kreatywność. Doszukiwanie się znaczenia dla przetrwania jakie miałyby mieć te przejawy okazuje się zawodne, ale ich adaptacyjny charakter wskazuje, że rozwinęły się one w drodze wzajemnych wyborów partnera dokonywanych przez obie płcie co prowadziło do promocji inteligencji, kreatywności, postaw moralnych i możliwego do odziedziczenia dopasowania. Za poparciem tych tez świadczą ludzkie preferencje doboru partnera, zachowania związane z zalotami, genetyka zachowania, psychometryka i wzorce ścieżek życiowych. Teoria wysuwa wiele dających się testować hipotez i rzuca światło na ludzkie sposoby poznania, motywację, komunikację, seksualność i kulturę.
Miller zakłada, że umysły ludzi wyewoluowały nie jako maszyny przetrwania, ale jako maszyny zalotów i sugeruje, że najbardziej ekspresyjne umiejętności są narzędziami służącymi zalotom. Wyewoluowały one, by przyciągać i zabawiać partnerów seksualnych. Poprzez odejście od spojrzenia na ewolucję, które koncentruje się na przetrwaniu na rzecz spojrzenia, które koncentruje się na zalotach, Miller stara się ukazać, jak może to wytłumaczyć wiele zagadek umysłu. Opublikował wiele prac na temat percepcji wzrokowej, poznania, uczenia się, robotyki, sieci neuronowych, algorytmów genetycznych, teorii gier ewolucyjnych, początków języka, muzyki, kultury, inteligencji, ideologii i świadomości. W szczególności bada ludzkie adaptacje umysłu w celu oceniania, podejmowania decyzji, zachowania strategicznego i komunikacji w kontekście społecznym i płciowym. Mózg traktowany jest przez niego jako kosztowne upośledzenie, a nie narząd wspomagający przetrwanie. Dobór płciowy generuje innowacyjność, która jest analogonem genetycznych mutacji. Według niego wraz z dużym mózgiem wyewoluował język, który początkowo mógł służyć do popisywania się w zalotach, a następnie stał się także markerem stanu zdrowia umysłu osoby posługującej się mową.
W 2008 Geoffrey Miller (wraz z Joshuą Tybur oraz Brentem Jordanem) otrzymał nagrodę Ig-Nobla za wykazanie, że tancerki erotyczne dostają większe napiwki w czasie owulacji.

## Publikacje Geoffreya Millera wydane w j. polskim
- Umysł w zalotach. Jak wybory seksualne kształtowały naturę człowieka, Poznań 2004, Dom Wydawniczy Rebis, seria Nowe Horyzonty, s.560, ISBN 83-7301-454-3 (The Mating Mind. How Sexual Choice Shaped the Evolution of Human Nature 2000)
- Teoria szpanu. Seks, ewolucja i zachowania klienta, Warszawa 2010, Wydawnictwo Prószyński i S-ka, s. 368, ISBN 978-83-7648-381-8 (Spent. Sex, Evolution and the Secrets of Consumerism 2009)